# IEEE 802.11g
IEEE 802.11g és una modificació de l'estàndard 802.11 per WLAN desenvolupat pel grup de treball 11 del comitè d'estàndards LAN/MAN del IEEE (IEEE 802), que amplia la velocitat de transmissió a 54 Mbit/s usant la mateixa banda ISM de 2.4 GHz que el protocol IEEE 802.11b. IEEE 802.11g fou ratificat el juny del 2003.
Normativa que aplica als dispositius que operen a la banda 2,4 GHz: ETSI EN 300 328

## Descripció
La norma IEEE 802.11g recupera la modulació OFDM de la norma IEEE 802.11a per a aconseguir la velocitat de transmissió a 54 Mbit/s. IEEE 802.11g és compatible amb IEEE 802.11b però no és compatible amb la norma IEEE 802.11a que opera a 5 GHz.
Modulacions tipus DSSS per a ser compatible amb IEEE 802.11b :
- CCK: codificant a 4 bits permet una velocitat de transmissió de 5,5 Mbit/s i codificant a 8 bits permet una velocitat de transmissió de 11 Mbit/s.
- QPSK: permet una velocitat de transmissió de 2 Mbit/s.
- BPSK: permet una velocitat de transmissió de 1 Mbit/s.

Nova modulació OFDM :
- BPSK, QPSK, 16QAM ou 64QAM: permet una velocitat de transmissió de 6, 9, 12, 18, 24, 36, 48 i 54 Mbit/s.

## Canals i freqüències
Segons podem extreure de
| Canal | Freqüència central | Amplada de canal      | Canals solapats     |
| ----- | ------------------ | --------------------- | ------------------- |
| 1     | 2.412 GHz          | 2.401 GHz - 2.423 GHz | 2,3,4,5             |
| 2     | 2.417 GHz          | 2.406 GHz - 2.428 GHz | 1,3,4,5,6           |
| 3     | 2.422 GHz          | 2.411 GHz - 2.433 GHz | 1,2,4,5,6,7         |
| 4     | 2.427 GHz          | 2.416 GHz - 2.438 GHz | 1,2,3,5,6,7,8       |
| 5     | 2.432 GHz          | 2.421 GHz - 2.443 GHz | 1,2,3,4,6,7,8,9     |
| 6     | 2.437 GHz          | 2.426 GHz - 2.448 GHz | 2,3,4,5,7,8,9,10    |
| 7     | 2.442 GHz          | 2.431 GHz - 2.453 GHz | 3,4,5,6,8,9,10,11   |
| 8     | 2.447 GHz          | 2.436 GHz - 2.458 GHz | 4,5,6,7,9,10,11,12  |
| 9     | 2.452 GHz          | 2.441 GHz - 2.463 GHz | 5,6,7,8,10,11,12,13 |
| 10    | 2.457 GHz          | 2.446 GHz - 2.468 GHz | 6,7,8,9,11,12,13    |
| 11    | 2.462 GHz          | 2.451 GHz - 2.473 GHz | 7,8,9,10,12,13      |
| 12    | 2.467 GHz          | 2.456 GHz - 2.478 GHz | 8,9,10,11,13,14     |
| 13    | 2.472 GHz          | 2.461 GHz - 2.483 GHz | 9,10,11,12,14       |
| 14    | 2.484 GHz          | 2.473 GHz - 2.495 GHz | 12,13               |